# Bertil Berglund
Bertil Vilhelm Evald Berglund, född 7 oktober 1898 i Hedvig Eleonora församling, Stockholm, död där 19 februari 1979, var en svensk skådespelare.

## Biografi
Bertil Berglund var son till skräddarmästaren Carl Berglund och Albertina Berglund, född Lund 1859.
Han studerade teater under Einar Fröberg och Konstantin Axelsson 1916–1922 samt sång, balett och musikstudier i Stockholm 1914–1918. Han var tjänsteman vid Statens Järnvägar (SJ), Tomteboda 1915–1918 och var därefter engagerad vid Alhambra i Stockholm 1918–1922, var engagerad hos Hugo Rönnblad, Rydkvist, vid Folkteatern i Göteborg 1922–1923, Södra Teatern i Stockholm 1929, Svenska Teatern i Vasa 1926–1927 och Helsingfors 1930, Pallasteatern i Stockholm 1923–1926, Casinoteatern där, vid Sigrid Eklöf-Trobäcks oprettsällskap, vid Skånebanan, vid turnéer med Edvard Persson samt vid Odeonteatern i Stockholm. 
Han gifte sig 1924 med Alice Langer och de fick 1934 sonen Eddie Bertil Oskar. 
Berglund gjorde sin filmdebut 1927 och han var regissör vid Odeonteatern i Stockholm 1928–1932 och vid Kasino 1932–1933 samt skådespelare och turnéledare vid Stadsteatern i Göteborg 1933–1942. 
Åren 1936–1937 var han grammofonsångare för Columbia och han har författat och iscensatt ett 50-tal kort- och reklamfilmer. Han var medlem av sällskapet G. G. och Brödernas Afton.

## Filmografi i urval
- 1968 – Siste nudisten
- 1951 – Livat på luckan
- 1949 – Människors rike
- 1948 – Hur tokigt som helst
- 1947 – Sången om Stockholm
- 1946 – Hotell Kåkbrinken
- 1946 – Rötägg
- 1946 – Stiliga Augusta
- 1946 – 100 dragspel och en flicka
- 1945 – Hans Majestät får vänta
- 1944 – Kärlek och allsång
- 1943 – En flicka för mej
- 1943 – En fånge har rymt
- 1943 – Katrina
- 1943 – Aktören
- 1943 – En bröllopsnatt på Stjärnehov
- 1941 – Nygifta
- 1940 – Blyge Anton
- 1939 – Valfångare
- 1939 – Adolf i eld och lågor
- 1938 – På kryss med Albertina
- 1938 – Storm över skären
- 1937 – Ryska snuvan
- 1935 – Tjocka släkten
- 1933 – Djurgårdsnätter
- 1933 – Den farliga leken

## Teater

### Roller
| År   | Roll             | Produktion                                                                    | Regi               | Teater                            |
| ---- | ---------------- | ----------------------------------------------------------------------------- | ------------------ | --------------------------------- |
| 1921 |                  | Alexander den lille - eller låna mej en svärmor, revy Svasse Bergqvist        |                    | Pallas-Teatern                    |
| 1923 |                  | Knutte Knopp, eller Varsågoda: Allt för alla', revy Max Lander och Max Roland | Willi Wells        | Södermalmsteatern/ Pallas-Teatern |
| 1924 |                  | För fulla segel, revy Max Lander och Max Roland                               |                    | Pallas-Teatern                    |
| 1924 | Harry Persson    | En kritvit indian, revy Max Lander och Max Roland                             | Max Lander         | Södermalmsteatern/ Pallas-Teatern |
| 1924 | Karlsson         | Kom till smörgåsbordet, revy John Botvid                                      | Willi Wells        | Pallas-Teatern/ Södermalmsteatern |
| 1924 |                  | Vi ska' ta det lite lättare, revy Max Lander och Max Roland                   | Max Lander         | Södermalmsteatern                 |
| 1925 |                  | Kvickt å lätt, revy John Botvid                                               | John Botvid        | Södermalmsteatern                 |
| 1925 | "Kannibalkungen" | Kannibal-Flirt, revy Albin Erlandzon                                          | Willi Wells        | Södermalmsteatern/ Pallas-Teatern |
| 1925 |                  | Ogifta frun Max Niederberger, Heinrich Waldberg och Bruno Hardt               | Willi Wells        | Pallas-Teatern/ Södermalmsteatern |
| 1925 |                  | Gubbar på friarstråt Jan-Gran                                                 | Edvin Janse        | Söders friluftsteater             |
| 1926 | Medverkande      | Åh, en så'n tös!, revy Gran                                                   | Willi Wells        | Pallas-Teatern                    |
| 1926 |                  | Kärlek och rackarknep Anders Asping                                           | Manne Göthson      | Söders friluftsteater             |
| 1936 | Medverkande      | Härmed hava vi nöjet, revy Kar de Mumma, Karl-Ewert och Alf Henrikson         | Harry Roeck-Hansen | Turné                             |